# Космос-2037
Космос-2037 је један од преко 2400 совјетских вјештачких сателита лансираних у оквиру програма Космос.
Космос-2037 је лансиран са космодрома Плесецк, СССР, 28. августа 1989. Ракета-носач је поставила сателит у орбиту око планете Земље. Маса сателита при лансирању је износила 900 килограма. Космос-2037 је био геодетски сателит.